# لشکر ۲۵ پیاده بولونیا
لشکر ۲۵ پیاده بولونیا (ایتالیایی: 25ª Divisione di fanteria "Bologna") لشکر پیاده‌نظام ارتش سلطنتی ایتالیا بود، که در سال ۱۹۳۹ تأسیس شد و در سال ۱۹۴۳ منحل گردید.
لشکر ۲۵ بولونیا یک لشکر پیاده نظام ارتش سلطنتی ایتالیا در طول جنگ جهانی دوم بود. این لشکر به نام شهر بولونیا نامگذاری شده بود و به عنوان یک لشکر قابل حمل با خودرو طبقه‌بندی می‌شد، به این معنی که مقداری حمل و نقل موتوری داشت، اما نه به اندازه‌ای که بتواند کل لشکر را به طور همزمان جابجا کند.
لشکر بولونیا منطقه استخدام و انبارهای هنگ خود را در کامپانیا و ستاد مرکزی خود را در ناپل داشت. هنگ ۳۹ پیاده آن تا سال ۱۹۳۹ در سالرنو و سپس در کازرتا مستقر بود، در حالی که هنگ ۴۰ پیاده و هنگ ۱۰ توپخانه در ناپل مستقر بودند. انبارهای هنگ این لشکر با لشکر ۶۰ پیاده صبراتا که در غریان، لیبی مستقر بود و افراد خود را از کامپانیا استخدام و آموزش می‌داد، مشترک بود. اندکی پس از تشکیل، این لشکر به بئر الغنم در لیبی اعزام شد. لشکر بولونیا در لشکرکشی صحرای غربی شرکت کرد و در جریان نبرد دوم العلمین به شدت آسیب دید و بخش‌هایی از تجهیزات آن به کلی نابود شد.